# Arion lusitanicus
Arion lusitanicus är en art i familjen skogssniglar som förekommer i skogsområden i Portugal. Den är rödbrun och till det yttre mycket svår att skilja från sina släktingar svart skogssnigel (Arion ater) och speciellt mördarsnigel (Arion vulgaris). På grund av detta förväxlades A. lusitanicus länge med A. vulgaris varför många källor felaktigt anger att mördarsnigel har det vetenskapliga artepitetet lusitanicus.

## Systematik
Arion lusitanicus tillhör snigelsläktet Arion. Mördarsnigeln (A. vulgaris) identifierades felaktigt som Arion lusitanicus då den först började uppträda som invasiv art under 1950-talet, och även i senare studier. Det är komplicerat att avgöra arttillhörighet hos sniglar då färgsättning är variabel och dess yttre anatomiska kännetecken svåra att uttyda och detta ledde till den felaktiga artbestämningen. En sentida studie av Arion lusitanicus, ifrån platsen i Portugal där den en gång beskrevs av Jules François Mabille 1868, visar att A. lusitanicus skiljer sig ifrån A. vulgaris vad gäller intern anatomi, form på spermatoforerna och antalet kromosomer.